# Blandine Nianga
Blandine Nianga é uma política do Partido Congolês do Trabalho (PCT) na República do Congo. Ela é deputada pelo distrito eleitoral de Talangai 1, Departamento de Brazzaville e membro do gabinete político do PCT.
Fazendo campanha nas eleições parlamentares de 2017, Nianga anunciou que as suas prioridades eram educação e saúde. No início do ano letivo de 2019-20, ela doou material escolar e alimentos para crianças da pré-escola e do ensino fundamental na Escola 31 de julho de 1968, uma escola em Mpila, no distrito eleitoral.